# جانفرانکو دل اینوسنتی
جانفرانکو دل اینوسنتی (انگلیسی: Gianfranco Dell'Innocenti; ۱۶ نوامبر ۱۹۲۵ – ۲۰ سپتامبر ۲۰۱۲) بازیکن فوتبال اهل ایتالیا بود.
از باشگاه‌هایی که در آن بازی کرده‌است می‌توان به باشگاه فوتبال آ.اس. رم، باشگاه فوتبال بولونیا، باشگاه فوتبال اودینزه، باشگاه فوتبال ویچنزا، و باشگاه فوتبال اسپال اشاره کرد.